# Дяково (Болгарія)
Дяко́во (болг. Дяково) — село в Кюстендильській області Болгарії. Входить до складу общини Дупниця.

## Населення
За даними перепису населення 2011 року у селі проживали 327 осіб.
Національний склад населення села:
| Національність   | Кількість осіб | Відсоток |
| ---------------- | -------------- | -------- |
| болгари          | 320            | 98,8%    |
| турки            | 0              | 0%       |
| цигани           | 0              | 0%       |
| інша             | 0              | 0%       |
| не визначились   | 4              | 1,2%     |
| Всього відповіли | 324            |          |

Розподіл населення за віком у 2011 році:
Динаміка населення: